# جاي هاجلي
جاي هاجلي (بالإنجليزية: Jay Huguley)‏ هو ممثل أمريكي، ولد في 26 يوليو 1966 في الولايات المتحدة.

## أعمال

### أفلام
- (2013) عبد لاثني عشر عاما[4][5]

## وصلات خارجية
- جاي هاجلي على موقع IMDb (الإنجليزية)
- جاي هاجلي على موقع قاعدة بيانات الفيلم (الإنجليزية)